# 澤登俊雄
澤登 俊雄（さわのぼり としお、1930年3月6日 - 2020年10月4日 ）は、日本の法学者。専門は、刑法・刑事政策、特に少年法。國學院大學名誉教授。

## 略歴
川崎市在住。父親は検事。兄は新潟大学名誉教授澤登佳人。1953年京都大学法学部卒、1958年名古屋大学大学院修了。國學院大學法学部助教授、1965年教授。2000年定年、名誉教授。日本学術会議会員。
刑事政策が専門で、少年法の第一人者。特別精神病院を提唱した。

## 著書
- 『刑法概論』法律文化社 1967
- 『犯罪者処遇制度論 上 (少年法制)』大成出版社 1975
- 『犯罪者処遇制度論 下 (新社会防衛論)』大成出版社 1975
- 『新社会防衛論の展開』大成出版社 1986
- 『少年非行と法的統制』成文堂 1987
- 『少年法入門』1994 有斐閣ブックス
- 『少年法 基本理念から改正問題まで』1999 中公新書

### 共編著
- 『経済犯罪』沢登佳人、塩田静雄共著 同文館出版 1966
- 『性倒錯の世界 異常性犯罪の研究』沢登佳人共編著 荒地出版社 1967
- 『刑事訴訟法史』沢登佳人共著、庭山英雄訂補 風媒社 1968
- 『展望少年法 非行少年の発見から処遇まで』谷誠他共著 敬文堂 1968
- 『法学』関野昭一、飯倉一郎共著 酒井書店 1971
- 『市民と刑法 刑法改正問題を考える』所一彦、新井章、中田直人共編著 大成出版社 1975
- 『刑事政策』星野周弘、所一彦、前野育三共編 蒼林社出版 (法律学双書)1985
- 『少年司法と国際準則 非行と子どもの人権』比較少年法研究会共編著 三省堂 1991
- 『新・刑事政策』星野周弘、所一彦、前野育三共編著 日本評論社 1993
- 『世界諸国の少年法制』編著 成文堂 1994
- 『現代社会とパターナリズム』編著 ゆみる出版 1997
- 『少年司法と適正手続』斉藤豊治共編著 成文堂 1998
- 『少年法の理念』高内寿夫共編著 現代人文社 2010

### 翻訳
- G.ステファニ G.ルヴァスール、B.ブロック『フランス刑事法 刑法総論』澤登佳人、新倉修訳共訳 成文堂 1981
- G.ステファニ G.ルヴァスール、B.ブロック『フランス刑事法 犯罪学・行刑学』新倉修共訳 成文堂 1987

### 記念論文集
- 『少年法の展望 澤登俊雄先生古稀祝賀論文集』新倉修、横山実編 現代人文社 2000

## 論文
- ＜澤登俊雄